# Guarinos
Guarinos là một đô thị thuộc bang Goiás, Brasil. Đô thị này có diện tích 595,865 km², dân số năm 2007 là 2203 người, mật độ 3,7 người/km².